# D'Arcy Wentworth Thompson
D'Arcy Wentworth Thompson (Edimburgo, 2 maggio 1860 – Saint Andrews, 21 giugno 1948) è stato un biologo e naturalista britannico, che ha dato notevoli contributi alle scienze naturali e alla biologia matematica.

## Biografia
Dopo aver iniziato, nel 1878, gli studi universitari prima in medicina all'Università di Edimburgo e poi in zoologia al Trinity College di Cambridge, qui si laureò in scienze naturali nel 1883 e vi trascorse un altro anno come assistente. Nel 1884, venne nominato professore di biologia all'Università di Saint Andrews, in Scozia, tenendo l'incarico fino al 1916, quando passò alla cattedra di storia naturale che resse fino alla morte.
A Saint Andrews, appena nominato docente, fondò il Museo di Storia Naturale, che oggi porta il suo nome (D'Arcy Thompson Zoology Museum). 
Fellow della Royal Society of Edinburgh fin dal 1885, ne fu vicepresidente dal 1916 al 1919, quindi presidente dal 1934 al 1939. Fra i suoi allievi, Conrad Hal Waddington e Julian Huxley. 
Tra i fondatori della biologia matematica, la sua opera principale On Growth and Form (Crescita e forma), pubblicata in prima edizione del 1917 e in seconda edizione estesa nel 1942, è un classico della letteratura scientifica.

## Opere principali
- Crescita e forma. La geometria della natura, edizione ridotta a cura di J.T. Bonner, Editore Boringhieri, Torino, 1969 (con successive edizioni).